# Rîceahiv, Mîkolaiiv
Rîceahiv (în ucraineană Ричагів) este un sat în raionul Strîi, regiunea Liov, Ucraina. Se află la o altitudine de 289 m deasupra nivelului mării. Are o suprafață de 1,06 km².

## Demografie
Componența lingvistică a localității Rîceahiv
     Ucraineană (99,81%)
Conform recensământului din 2001, majoritatea populației localității Rîceahiv era vorbitoare de ucraineană (99,81%), existând în minoritate și vorbitori de alte limbi.